# Wat de oude vrouw bad
Wat de oude vrouw bad is een single van Herman van Veen. Het is afkomstig van zijn album Blauwe plekken.
Wat de oude vrouw bad is een lied geschreven door Herman van Veen, Pim Koopman en Willem Wilmink. Koopman trad daarbij tevens op als muziekproducent. Koopman had toen tevens een knipperlichtrelatie met Diesel. Voor de Duitse markt werd het door Thomas Woitkewitsch vertaald naar Das Gebet der alte Dame. Het lied gaat over de vrijheid van een vrouw, nadat haar overdreven jaloerse man is overleden en de eventuele gevolgen bij hereniging in de hemel.
De B-kant Wolf en vampier, over het recht van de sterkste (tegenover de zwakste), werd geschreven door Heinz Rudolf Kunze en Herman van Veen, in een vertaling van Hanneke Holzhaus. De oorspronkelijke Duitse titel is Wölfe und Vampire. De muziekproducenten van dit lied waren Henk Temming en Sander van Herk, destijds van Het Goede Doel.